# Louis Pierre Louvel

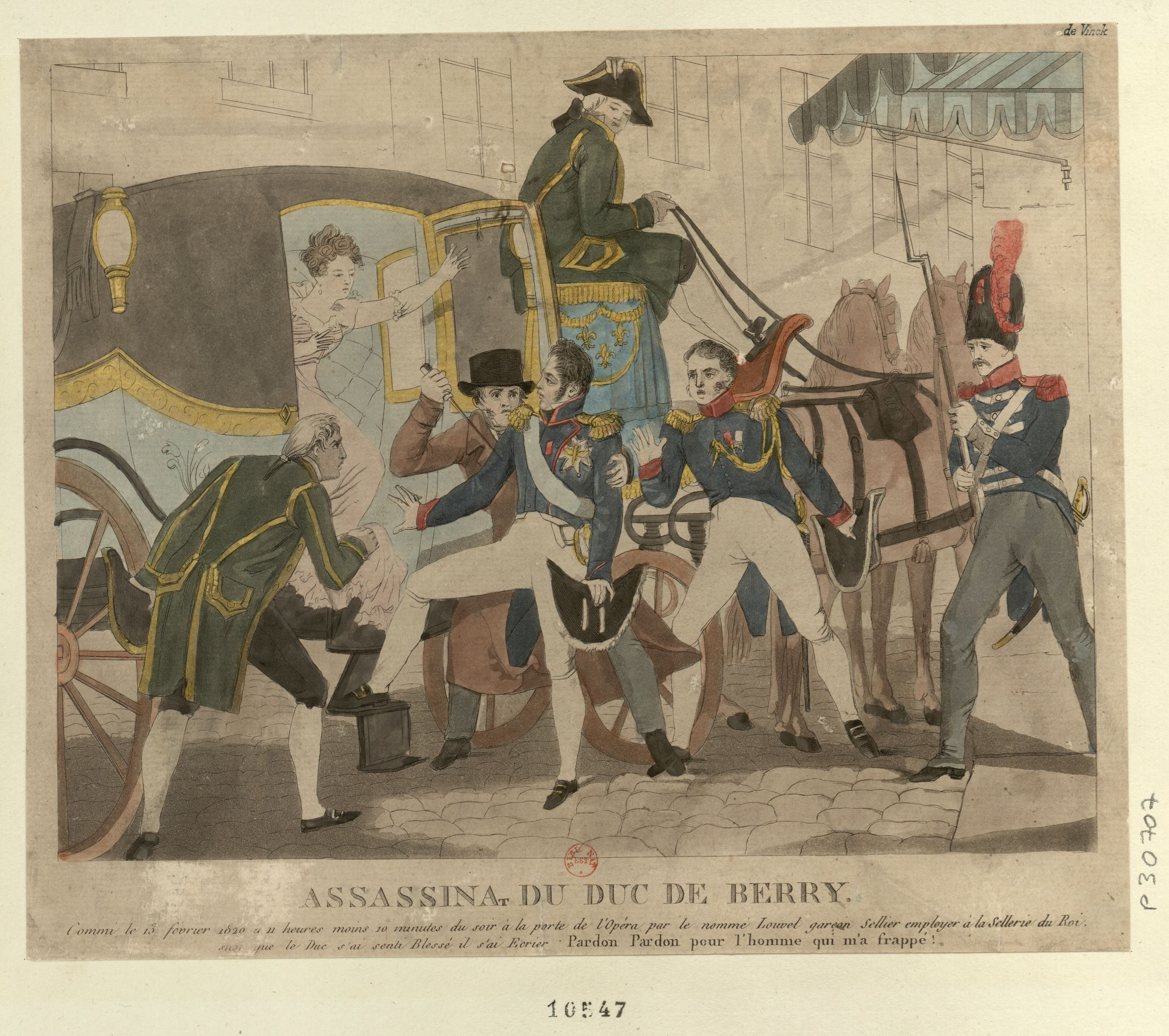
Ilustración de Louis Pierre Louvel al momento de asesinar al duque de Berry.

Louis Pierre Louvel (nacido en Versalles el 13 o 14 de febrero de 1783 y guillotinado en París el 7 de junio de 1820) fue un criminal francés famoso por haber asesinado al duque de Berry.
Aprendió en su juventud el oficio de guarnicionero y demostró afición al trabajo, si bien su carácter era algo sombrío. Se dedicó a su oficio en Metz, en la isla de Elba y en Chambéry, en donde entró al servicio de Napoleón. 
Solicitó después un empleo en las caballerizas de Luis XVIII, para poder realizar sus criminales propósitos, pues, como enemigo fanático de los Borbones, quería exterminarlos y a este fin trató de asesinar al único miembro de dicha familia que habiéndose casado recientemente podía perpetuarla. En efecto, el 13 de febrero de 1820, en el momento en que el duque en unión de su esposa salía de la Ópera de París, le hundió un puñal en el costado derecho.
Este atentado ocasionó la caída del ministro Decazes. El proceso duró bastante tiempo, pues se creía que el asesino tenía cómplices, si bien Louvel siempre manifestó lo contrario y afirmó que él solo había preparado y ejecutado su crimen, del que no quiso arrepentirse, pues a sus ojos, según decía, los Borbones eran unos traidores a Francia. Fue condenado a muerte y guillotinado el 7 de junio de 1820
- El contenido de este artículo incorpora material del tomo 31 de la Enciclopedia Universal Ilustrada Europeo-Americana (Espasa), cuya publicación fue anterior a 1945, por lo que se encuentra en el dominio público.

- Datos: Q1486483
- Multimedia: Louis-Pierre Louvel / Q1486483